# Ray Clemence
Raymond „Ray“ Neal Clemence (* 5. August 1948 in Skegness; † 15. November 2020 in Corby) war ein englischer Fußballtorhüter und -trainer.

## Spielerkarriere
Clemence debütierte im Jahr 1966 für Scunthorpe United und wurde dort ein Jahr später von Liverpools Manager Bill Shankly entdeckt. In den ersten beiden Jahren in Liverpool spielte er in der Reservemannschaft mit gelegentlichen Einsätzen in der Profimannschaft. Im Jahr 1970 etablierte er sich dann dauerhaft als erste Wahl auf der Torhüterposition.
1971 erreichte Liverpool das Finale des FA Cups und Clemence absolvierte eine solide Leistung. Er konnte jedoch die 1:2-Niederlage nach 1:0-Führung in der Verlängerung gegen den FC Arsenal nicht verhindern. Zwei Jahre später gewann er dann sowohl die englische Meisterschaft als auch den UEFA-Pokal, in dessen Finale Clemence einen Elfmeter parierte. Im darauffolgenden Jahr triumphierte Liverpool im FA Cup, als sie Newcastle United mit 3:0 besiegten.
Clemence war zu dieser Zeit im Kader der englischen Fußballnationalmannschaft. Sein Konkurrent um den englischen Nationaltorhüter war Peter Shilton und die sportliche Leitung konnte sich nicht endgültig entscheiden, wer der dauerhafte Stammtorwart sein sollte und wechselte infolgedessen stetig zwischen den beiden.
Mit Clemence im Tor gewann Liverpool im Jahr 1976 erneut das Double aus Meisterschaft und UEFA-Cup. 1977 bedeutete dann die Fortsetzung dieses Höhenflugs, als Liverpool mit Clemence erneut die englische Meisterschaft und zum ersten Mal in der Vereinsgeschichte den Europapokal der Landesmeister gewann (im FA Cup unterlagen sie zudem erst im Finale gegen Manchester United). Beim 3:1 gegen Borussia Mönchengladbach im Finale des Landesmeisterpokals zeichnete sich Clemence durch eine Vielzahl von wichtigen Abwehraktionen aus.
Liverpool verteidigte 1978 den europäischen Titel mit einem knappen 1:0-Finalsieg gegen Club Brügge im Wembley-Stadion. National jedoch musste man sich in der Meisterschaft Nottingham Forest geschlagen geben, denen sie auch im Endspiel des Ligapokals unterlagen. In den Jahren 1979 und 1980 hütete Clemence weiterhin das Tor, als sich Liverpool den Meistertitel jeweils zurückeroberte. 1981 gewannen sie dann den Ligapokal und zum dritten Mal den Landesmeisterpokal. Das Finale war das letzte Spiel, das Clemence für Liverpool bestritt.
Der aufstrebende, aus dem früheren Südrhodesien stammende, Bruce Grobbelaar setzte Clemence auf der Torhüterposition so stark unter Druck, dass dieser Liverpool nach elf Jahren und über 650 Einsätzen bei nur sechs verpassten Spielen für 300.000 britische Pfund in Richtung Tottenham Hotspur verließ. Ironischerweise erreichten beide Clubs das Finale des Ligapokals, das von Liverpool 3:1 gewonnen wurde. Die Spurs gewannen jedoch den FA Cup mit einem 3:1-Sieg im Wiederholungsspiel gegen die Queens Park Rangers.
Seine Karriere in der Nationalmannschaft war ohne größere Erfolge, da in seine Zeit eine der schwächsten Perioden in der englischen Fußballgeschichte fiel. England konnte sich weder für die WM 1974 in Deutschland noch für die WM 1978 in Argentinien qualifizieren. Clemence war im Kader der EM 1980 in Italien, als England jedoch bereits in der Vorrunde ausschied. Für die WM 1982 in Spanien wurde er ebenfalls nominiert, aber England schied erneut in der Zwischenrunde aus. Clemence zog sich daraufhin nach insgesamt 61 Länderspielen vom internationalen Fußball zurück. Sein Rivale Shilton wurde somit unumstrittener Nationaltorhüter, spielte noch die beiden anschließenden Weltmeisterschaften und kam insgesamt auf 125 Länderspiele.
Tottenham Hotspur gewann im Jahr 1984 den UEFA-Pokal, dessen Finale Clemence jedoch verletzungsbedingt nicht spielen konnte. Er erreichte 1987 sein fünftes FA-Cup-Finale, das er gegen Coventry City verlor. Seitdem ist er jedoch in einer sehr exklusiven Gruppe von Spielern, denen es gelang, in fünf oder mehr FA-Cup-Finals gestanden zu haben.

## Aktivitäten nach der Torwartlaufbahn
Clemence trat im Oktober 1987 als Fußballer zurück und schloss sich dem Trainerstab von Tottenham Hotspur an. Er arbeitete sich kontinuierlich bis zur ersten Mannschaft hoch, bevor er dann im Januar 1994 – zunächst bis August gemeinsam mit Gary Phillips – und später alleine Trainer des FC Barnet wurde. Im Jahre 1996 wurde er von seinem früheren Teamkameraden aus Tottenham und der Nationalmannschaft Glenn Hoddle als englischer Nationaltorwarttrainer engagiert. Diese Tätigkeit übte Clemence auch unter Hoddles Nachfolger Kevin Keegan sowie später Sven-Göran Eriksson aus, mit gelegentlichen Ausflügen als Experte für Funk und Fernsehen. Sein Engagement für die „Three Lions“ endete im Dezember nach der Verpflichtung von Fabio Capello, der ihn durch Franco Tancredi ersetzte. Ein Comeback feierte er ab 2012 unter Roy Hodgson, bevor er sich Ende Oktober 2013 endgültig in den Ruhestand verabschiedete.
Clemence wurde aufgrund seiner Verdienste für den Fußball mit dem MBE ausgezeichnet.
Am 2. Februar 2005 wurde bei Clemence Prostatakrebs diagnostiziert, was beruflich zur Folge hatte, dass er dem englischen Team zugunsten seiner Heilbehandlung häufiger fernblieb. Er war damit nach Brian Kidd der zweite Mitarbeiter in Erikssons Team, bei dem Prostatakrebs festgestellt wurde. Clemence erlag der Krankheit am 15. November 2020.
Sein Sohn Stephen Clemence war ebenfalls aktiver Profifußballer und spielte im Mittelfeld von Tottenham Hotspur, Birmingham City und Leicester City.

## Erfolge
- Englischer Meister (5): 1972/73, 1975/76, 1976/77, 1978/79, 1979/80
- FA-Cup-Sieger (2): 1974, 1982
- Englischer-Ligapokalsieger: 1981
- FA-Community-Shield-Sieger (6): 1974, 1976, 1977*, 1979, 1980, 1982 (geteilter Titel)
- Europapokalsieger der Landesmeister (3): 1977, 1978, 1981
- UEFA-Pokalsieger (3): 1973, 1976, 1984,
- UEFA Super Cup: 1977